# Rubus hirtus
Espèce
Rubus hirtus, plus communément appelé ronce hérissée, est une espèce de plantes à fleurs de la famille des Rosaceae. C'est un proche voisin de la ronce commune (Rubus fruticosus). On les distingue par la présence de feuilles velues chez Rubus hirtus.
Comme beaucoup de ses confrères, cette espèce est polymorphe.

## Description
Rubus hirtus possède de nombreuses soies et aiguillons de couleur rouge violacé répartis sur toute la plante. on remarque la présence de glandes sur les turions.
Les feuilles sont velues, composée de 3 folioles, généralement ovale en cœur.
Les fleurs sont regroupées en une inflorescence pyramidale, étalée mais assez courte. Les cinq sépales sont redressés sur le fruit acuminé et les pétales sont blancs oblongs.
Cette ronce produit de gros fruits noirs sucrés et savoureux à maturité en juillet-août.

## Habitat
On rencontre cette ronce dans les lieux frais et ombragés des forêts montagneuses.
En France, on la rencontre dans les Vosges, le Jura, les Alpes, le Massif Central et les Pyrénées. Elle est présente aussi en Allemagne, en Autriche, en Hongrie et dans le Caucase.